# Webb Simpson
James Frederick Webb Simpson (* 8. August 1985 in Raleigh, North Carolina) ist ein US-amerikanischer Profigolfer der PGA TOUR.
Nach einer erfolgreichen Amateurkarriere wurde Simpson im Juni 2008 Berufsgolfer und spielte zunächst auf Einladungsbasis auf der PGA Tour und der zweitgereihten Nationwide Tour, wo er zwei zweite Plätze erreichen konnte. Über die Qualifying School konnte er sich die Startberechtigung für die PGA Tour ab 2009 erwerben und sich mit guten Ergebnissen den Weiterverbleib sichern.
2011 gewann Simpson zwei Turniere, beendete die Saison auf dem zweiten Platz im FedEx Cup und spielte in der siegreichen Auswahl der U.S.A. im Presidents Cup. Auch 2013 war er Mitglied der erfolgreichen US-Auswahl beim Presidents Cup.
Am 17. Juni 2012 siegte er bei den US Open im Olympic Club in San Francisco und rückte in der Golfweltrangliste vorübergehend auf den fünften Platz vor.

## PGA Tour Siege
- 2011: Wyndham Championship, Deutsche Bank Championship
- 2012: U.S. Open
- 2013: Shriners Hospitals for Children Open
- 2018: Players Championship
- 2020: Phoenix Open, RBC Heritage

Major Championship ist fett gedruckt.

## Resultate bei Major Championships
| Tournament            | 2011 | 2012 | 2013 | 2014 | 2015 | 2016 | 2017 | 2018 |
| --------------------- | ---- | ---- | ---- | ---- | ---- | ---- | ---- | ---- |
| The Masters           | DNP  | T44  | CUT  | CUT  | T28  | T29  | CUT  | T20  |
| US Open               | T14  | 1    | T32  | T45  | T46  | CUT  | T35  | T10  |
| The Open Championship | T16  | DNP  | T64  | CUT  | T40  | T39  | T37  | T12  |
| PGA Championship      | CUT  | CUT  | T25  | CUT  | T54  | T13  | T33  | T19  |

| Turnier               | 2019 | 2020 | 2021 | 2022 | 2023 | 2024 |
| --------------------- | ---- | ---- | ---- | ---- | ---- | ---- |
| The Masters           | T5   | T10  | T12  | T35  | DNP  | DNP  |
| PGA Championship      | T29  | T37  | T30  | T20  | CUT  | DNP  |
| US Open               | T16  | T8   | CUT  | CUT  | DNP  | CUT  |
| The Open Championship | T30  | KT   | T19  | CUT  | DNP  | DNP  |

LA= Bester Amateur

DNP = nicht teilgenommen (engl. did not play)

WD = aufgegeben (engl. withdrawn)

DQ = disqualifiziert

CUT = Cut nicht geschafft

„T“ geteilte Platzierung (engl. tie)

KT = Kein Turnier (wegen Covid-19)

Grüner Hintergrund für Siege

Gelber Hintergrund für Top 10

## Teilnahme an Teambewerben

### Amateur
- Palmer Cup (für die USA): 2007 (Sieger)
- Walker Cup (für die USA): 2007 (Sieger)

### Professional
- Presidents Cup (für die USA): 2011 (Sieger), 2013 (Sieger)
- Ryder Cup: 2012, 2014, 2018